# Kitchener (Ontario)
Kitchener is een stad in Canada. Ze is gelegen in het zuidwesten van de provincie Ontario en had in 2016 233.222 inwoners. Het grootstedelijk gebied van Kitchener omvat ook Waterloo en telt 523.894 inwoners (2016). 
Op de plaats waar zich al de nederzetting Township of Waterloo bevond, stichtte men een vestiging in 1833. De aanvankelijke naam in 1833 was Berlin, mede omdat er veel Duitse mennonieten bij de eerste bewoners werden geteld. In 1912 werd Berlin een city met een eigen stadsbestuur. 
In 1916 werd, vanwege anti-Duitse sentimenten in de Eerste Wereldoorlog, de naam, na veel discussie, veranderd in Kitchener, vernoemd naar Horatio Kitchener, een veldmaarschalk in het Britse leger.

## Geboren
- Lois Maxwell (1927-2007), actrice
- William Reso (1973), professioneel worstelaar
- Kevin Overland (1974), langebaanschaatser
- Sarah Pavan (1986), volleyballer en beachvolleyballer
- David Edgar (1987), voetballer
- Jamal Murray (1997), basketballer